# Hillsboro (Alabama)
Hillsboro és una població dels Estats Units a l'estat d'Alabama. Segons el cens del 2000 tenia 608 habitants.

## Demografia
Segons el cens del 2000, Hillsboro tenia 608 habitants, 221 habitatges, i 169 famílies. La densitat de població era de 122,3 habitants/km².
Dels 221 habitatges en un 34,8% hi vivien nens de menys de 18 anys, en un 50,2% hi vivien parelles casades, en un 23,1% dones solteres, i en un 23,1% no eren unitats familiars. En el 21,7% dels habitatges hi vivien persones soles el 9% de les quals corresponia a persones de 65 anys o més que vivien soles. El nombre mitjà de persones vivint en cada habitatge era de 2,75 i el nombre mitjà de persones que vivien en cada família era de 3,22.
Per edats la població es repartia de la següent manera: un 27% tenia menys de 18 anys, un 8,1% entre 18 i 24, un 31,7% entre 25 i 44, un 23,2% de 45 a 60 i un 10% 65 anys o més.
L'edat mediana era de 35 anys. Per cada 100 dones hi havia 83,1 homes. Per cada 100 dones de 18 o més anys hi havia 76,2 homes.
La renda mediana per habitatge era de 40.714 $ i la renda mediana per família de 52.000 $. Els homes tenien una renda mediana de 26.979 $ mentre que les dones 22.083 $. La renda per capita de la població era de 14.457 $. Aproximadament el 3,9% de les famílies i el 7,4% de la població estaven per davall del llindar de pobresa.

## Poblacions més properes
El següent diagrama mostra les poblacions més properes.